# Список іноземних добровольців, загиблих під час російського вторгнення в Україну (2024)
У цьому переліку наведені всі задокументовані смерті серед іноземних добровольців протягом 2024 року, що брали участь у бойових діях.
Це частина статті Список іноземних добровольців, загиблих під час російського вторгнення в Україну (Україна)

## Список
| №   | Прізвище та ім'я                      | Про особу | Дата смерті        | Обставини смерті |
| --- | ------------------------------------- | --- | ------------------ | --- |
| 1   | Білорусь                              | Білорусь. | 2 січня 2024       | Місце загибелі невідоме |
| 2   | Білорусь                              | Білорусь. | 2 січня 2024       | Місце загибелі невідоме |
| 3   | Росія                                 | Росія. Позивний Тато. Легіон Свобода Росії. | 4 січня 2024       | Місце загибелі невідоме |
| 4   | Славков Светослав Іванов              | Позивний Свет. Футбольний ультрас болгарського «Левські». «Свет» воював у 40-му стрілецькому окремому батальйоні «Кодак». | 7 січня 2024       | Загинув під Синьківкою (Харківська область) |
| 5   | Лільжебакк Руне Като                  | Норвегія. | 13 січня 2024      | Місце загибелі невідоме |
| 6   | Росія                                 | Росія. Позивний Сотник. Легіон Свобода Росії. | 20 січня 2024      | Загинув в Харкові |
| 7   | Чибако Джонатан                       | Колумбія. | 25 січня 2024      | Загинув в Куп'янську. |
| 8   | Санчес Бахмон Хайро                   | Колумбія. | 25 січня 2024      | Загинув в Куп'янську. |
| 9   | Карденас Куєвас Брайан Стивен         | Колумбія. | 25 січня 2024      | Загинув в Куп'янську. |
| 10  | Вагнер Савіта Діана                   | 36 років, ФРН. Бойовий медик третьої штурмової сотні. Свою позицію переїздом в Україну, аргументувала тим що Німечинна знаходиться під впливом єврокомуністів. | 1 лютого 2024      | Загинула в Куп'янську. |
| 11  | де Моні-Пажоль Андріен                | Франція. Волонтер. | 1 лютого 2024      | Загинув в місті Берислав. |
| 12  | Германович Геннадій                   | Франція. Волонтер. | 1 лютого 2024      | Загинув в місті Берислав. |
| 13  | Циклаури Зураб                        | Грузія. Воював від 2014 року в складі Грузинського Легіону. | 1 лютого 2024      | Місце загибелі невідоме |
| 14  | Жвания Гоча                           | Грузія. Воював від 2014 року в складі Грузинського Легіону. | 1 лютого 2024      | Місце загибелі невідоме |
| 15  | Попадинець Роман                      | 23 роки, Україна. Позивний Америка. Повернувся із-за кордону — зі США, з повним спорядженням — в лютому 2022 року, щоб долучитися добровольцем до ЗСУ. Був кулеметником 2 відділення вогневого ураження 1 штурмового взводу штурмової роти 710 бригади охорони Держспецтрансслужби. | 1 лютого 2024      | Загинув в селі Іванівське, Бахмутського району, Донецької області. |
| 16  | Авенданьо Олександр                   | Колумбія. | лютого 2024        | Місце загибелі невідоме |
| 17  | Мкртчян Геворг                        | 26 років, Вірменія. | 3 лютого 2024      | Загинув в місті Куп'янськ. |
| 18  | Ламберт Джеймс                        | США. | 8 лютого 2024      | Загинув в селі Макіївка Луганської області. |
| 19  | Ахмедов Сабір Самір Огли              | Азербайджан | 8 лютого 2024      | Загинув поблизу н.п. Солодке Мар'їнського району Донецької області. |
| 20  | Арауні Максиміліано Калев Каміно      | 32 роки, Венесуела. Громадянин Іспанії. | 11 лютого 2024     | Загинув під Авдіївкою. |
| 21  | Лескано Оберто Мануель Ечаверрія      | 31 рік, Колумбія. | 11 лютого 2024     | Загинув в місті Куп'янськ. |
| 22  | Гарсія Мануель Фернандо Бланко        | Колумбія. | 13 лютого 2024     | Загинув в місті Куп'янськ. |
| 23  | Завазал Томас Томасович "Sparta"      | Чехія. Загинув від артилеристичного обстрілу. | 15 лютого 2024     | Загинув під Авдіївкою. |
| 24  | Росія                                 | Позивний Ганс. Росія. | 16 лютого 2024     | Загинув під Авдіївкою. |
| 25  | Хуолман Йєн Мікаель                   | 21 рік, Фінляндія. Позивний «Самсон». Служив у роті «Браво» Міжнародного легіону. | 19 лютого 2024     | Загинув під Бахмутом. |
| 26  | «Barbas»                              | Колумбія. | 19 лютого 2024     | Загинув в Донецькій області. |
| 27  | «Caqueta»                             | Колумбія. | 19 лютого 2024     | Загинув в Донецькій області. |
| 28  | «Mortal»                              | Колумбія. | 19 лютого 2024     | Загинув в Донецькій області. |
| 29  | «Hitman»                              | Колумбія. | 19 лютого 2024     | Загинув в Донецькій області. |
| 30  | Рібейро Максуель Гомес                | Бразилія. | 21 лютого 2024     | Місце загибелі невідоме |
| 31  | Тумас Тадас                           | 43 роки, Литва. | 23 лютого 2024     | Загинув під Бахмутом. |
| 32  | Каміно Арамуні                        | Венесуела | 26 лютого 2024     | Місце загибелі невідоме |
| 32  | Дерасп Алан                           | 49 років, Україна. Був колишнім піхотинцем королівського 22-го полку, воював у Югославії та Афганістані. | 27 лютого 2024     | Загинув за нез'ясованих обставин в Херсоні. |
| 33  | Адаменко В'ячеслав                    | Україна. 17 років прослужив в ізраїльській армії. 27 лютого 2022 року пішов добровольцем на фронт. Воював у складі 100 бригади ТрО. | 4 березня 2024     | Загинув в селі Білогорівка Луганської області. |
| 34  | Гогіашвілі Геогрій                    | Грузія. Боєць Грузинського Легіону. | 7 березня 2024     | Місце загибелі невідоме |
| 35  | Насиров Нодар                         | Грузія. Боєць Грузинського Легіону. | 7 березня 2024     | Місце загибелі невідоме |
| 36  | Білорусь                              | Білорусь. Позивний "Краків". | 10-13 березня 2024 | В Харківській області |
| 37  | Ельдар Юсіфов                         | Азербайджан служив в українській армії командиром танкового батальйону. Раніше він проживав у Харкові, проте після початку війни до його будинку потрапила ракета.Батько Е.Юсіфова свого часу поїхав до України із села Саригая Зардабського району, щоб здобути освіту, потім залишився там і одружився з українкою. У подружжя народилося двоє синів. Ельдар був їхнім первістком. За словами родичів, незважаючи на те, що його мати є українкою, вона дуже прив'язана до Азербайджану. Дружини Е.Юсіфова та його брата - азербайджанки. | 10 березня 2024    | смертельні поранення внаслідок ворожого авіаційно-бомбового удару. |
| 38  | Стефан Цендер                         | 37 років, Баварія, ФРН. Воював на боці ЗСУ з квітня 2022 року. | 14 березня 2024    | Місце загибелі невідоме |
| 39  | Ратель Жан-Франсуа                    | 36 років, Жольєт, Квебек, Канада. 3 роки служив артилеристом в канадській армії. Потім служив в Французькому іноземному легіоні. Прибув в Україну в березні 2022. Служив в Норманській бригаді | 14 березня 2024    | Місце загибелі невідоме |
| 40  | Букрет Дмитро                         | Позивний Грек. Служив в Французькому легіоні. Повернувся в Україну і долучився до підрозділу Кракен. | 14 березня 2024    | Місце загибелі невідоме |
| 41  | Стасевіч Олександр                    | Білорусь. За освітою був істориком та закінчив бізнес-школу Києво-Могилянської академії. | 16 березня 2024    | Місце загибелі невідоме |
| 42  | Чанія Тенгіз                          | Грузія. Біженець з Абхазії, працював в розвідці Грузії. | 22 березня 2024    | Місце загибелі невідоме |
| 43  | Хуолман Ян Мікаель                    | Фінляндія, | 22 березня 2024    | Місце загибелі невідоме |
| 44  | Фернс Ейден Роберт Джеймс             | Велика Британія. | 25 березня 2024    | Місце загибелі невідоме |
| 45  | Акель Дані Таммам                     | 26 років, Москва, Росія. Позивний «Апостол», воював у складі легіону «Свобода Росії». У 2022 році хлопець нелегально перейшов естонсько-російський кордон, через що потрапив до естонської в'язниці. Проте вже через кілька місяців він був в Україні, де пройшов відбір і вступив до легіону «Свобода Росії». | 27 березня 2024    | Місце загибелі невідоме |
| 46  | Андрій Олександрович Юрченко          | Ізраїль | 31 березня 2024    | Місце загибелі невідоме |
| 47  | Росія                                 | Росія Позивний Сотник. Легіон Свобода Росії. | 5 квітня 2024      | Місце загибелі невідоме |
| 48  | Асгаров Файг Тахір                    | Азербайджан | 6 квітня 2024      | Місце загибелі невідоме |
| 49  | Герман Авіла Харамільо                | Колумбія | 6 квітня 2024      | Місце загибелі невідоме |
| 50  | Росія                                 | Росія. Позивний Башмак. Боєць РДК. | 7 квітня 2024      | Загинув в Авдіївці. |
| 51  | Росія                                 | Росія. Позивний Толян. Боєць РДК. | 7 квітня 2024      | Загинув в Авдіївці. |
| 52  | Росія                                 | Росія. Позивний Вовк. Боєць РДК. | 7 квітня 2024      | Загинув в Авдіївці. |
| 53  | Попов Сергей                          | Росія. Боєць РДК. | 7 квітня 2024      | Загинув в Авдіївці. |
| 54  | Білорусь                              | Білорусь. Боєць Полк Кастуся Калиновського. | 7 квітня 2024      | Місце загибелі невідоме |
| 55  | Білорусь                              | Білорусь. Боєць Полк Кастуся Калиновського. | 7 квітня 2024      | Місце загибелі невідоме |
| 56  | Хемм Седрік Чарльз                    | США. | 9 квітня 2024      | Загинув в Часів Яр. |
| 57  | Бурдете Ян                            | США. | 21 квітня 2024     | Місце загибелі невідоме |
| 58  | Креспо Джакобо Кампал                 | Іспанія. | 23 квітня 2024     | Загинув в Часів Яр. |
| 59  | Луїс Хав'єр Кардона Ісаса             | Колумбія. | 23 квітня 2024     | Загинув в Києві в результаті ракетного удару. |
| 60  | Кардона Ріос Дієго Алехандро          | 38 років, Колумбія. | 25 квітня 2024     | Загинув в Києві в результаті ракетного удару. |
| 61  | Ноя Перес Луїс Едуардо                | Колумбія. | 25 квітня 2024     | Загинув в Києві в результаті ракетного удару. |
| 62  | Діаз Патрік Олександр                 | Швеція. | 25 квітня 2024     | Місце загибелі невідоме |
| 63  | Кекіч Кеваре                          | 20 років, "Шакидже", Албанія. Боєць 3 ОШБр | 30 квітня 2024     | Загинув в Авдіївці. |
| 64  | Гугутішвілі Сосо                      | Грузія. Боєць грузинського добровольчого підрозділу «Чорний орел». | 6 травня 2024      | Загинув в Авдіївці. |
| 65  | Гогадзе Давид                         | Грузія. Боєць грузинського добровольчого підрозділу «Чорний орел». | 7 травня 2024      | Загинув в Авдіївці. |
| 66  | Ломідзе Бесо                          | Грузія. Боєць грузинського добровольчого підрозділу «Чорний орел». | 7 травня 2024      | Загинув в Авдіївці. |
| 67  | Коллін Тім                            | 23 роки, Легінстон, Південа Кароліна, США. | 11 травня 2024     | Загинув в Чассів Яр. |
| 68  | Нідерланди                            | Нідерланди. Позивний Йосаріон. | 20 травня 2024     | Загинув в Чассів Яр. |
| 69  | Горнакашвілі Серго                    | Грузія. Виступав за український футбольний клуб "Колос", що з Великої Димерки Київської області. | 21 травня 2024     | Загинув на Харківському напрямі. |
|     | Ібанєс Тарасона Хуан Алексис          | 24 роки, Колумбія. | 22 травня 2024     | Місце загибелі невідоме |
| 70  | Уго Альберто Моралес Хуго             | Колумбія. | 25 травня 2024     | Місце загибелі невідоме |
| 71  | Портела Алехандро                     | Колумбія. | 25 травня 2024     | Місце загибелі невідоме |
| 72  | Ягуандой Майгуль Дєвид Лернер         | 24 роки, Колумбія. | 25 травня 2024     | Місце загибелі невідоме |
|     | Росія                                 | Позивний ЕВЖ. Боєць РДК. | 29 травня 2024     | Загинув в Вовчанську. |
| 73  | Бустаманте Едвін Сапата               | Колумбія. | 31 травня 2024     | Місце загибелі невідоме |
| 74  | Гектар Рубіо                          | 35 років, Іспанія. | 1 червня 2024      | Місце загибелі невідоме |
| 75  | Гвінджішвілі Хвіча                    | Грузія. | 3 червня 2024      | На Харківському напрямку. |
| 76  | Авандо Падерма Ісус Фабіо             | Колумбія. | 5 червня 2024      | Місце загибелі невідоме |
| 77  | Прапор Землі Даніель,                 | ізраїль Єврейський солдат, який воював на лавах українських військових проти російського вторгнення, загинув на передовій минулими вихідними і, за підтримки єврейської громади України, отримав галахічне поховання. Солдат, якого можна знати лише як Даніель, мав українське походження та повернувся до України, щоб записатися на службу та воювати у спецпідрозділах української армії. На честь єврейського походження Даніеля, командири та офіцери з Українського Генерального штабу зв'язалися з головним рабином Києва, рабином Йонатаном Марковичем. Рабину Марковичу було доручено | 5 червня 2024      | Місце загибелі невідоме |
| 78  | Діас Аполінар Прада                   | Колумбія. | 6 червня 2024      | Місце загибелі невідоме |
| 79  | Яраміло Херман Авіло                  | Колумбія. | 6 червня 2024      | Місце загибелі невідоме |
| 80  | Хосе Альберто Рамірес Діас            | Колумбія. | 6 червня 2024      | Місце загибелі невідоме |
| 81  | Гомес Нейдер Кордова                  | 26 років, Колумбія. | 10 червня 2024     | Помер Тернопіль, Тернопільська область |
| 82  | Ведрел Джозеф Малік                   | 29 років, Канада. | 10 червня 2024     | Місце загибелі невідоме |
| 83  | Ортіс Андреас                         | Колумбія. | 10 червня 2024     | Місце загибелі невідоме |
| 84  | Йоханссон Роджер                      | Швеція. | 11 червня 2024     | Місце загибелі невідоме |
| 85  | Іглесіас Есекіль Мачука               | Колумбія. | 12 червня 2024     | Місце загибелі невідоме |
| 86  | Діас Хосе Рамірес                     | Колумбія. | 12 червня 2024     | Місце загибелі невідоме |
| 87  | Фієро Хорхе Луїс Пердомо              | Колумбія. | 12 червня 2024     | Місце загибелі невідоме |
| 88  | Сунсунегі Серхіо Антолін              | Іспанія | 14 червня 2024     | Місце загибелі невідоме |
| 89  | Білорусь                              | Білорусь. | 14 червня 2024     | Місце загибелі невідоме |
| 90  | Білорусь                              | Білорусь. | 14 червня 2024     | Місце загибелі невідоме |
| 91  | Хіменес Ясен                          | Колумбія. | 18 червня 2024     | Місце загибелі невідоме |
| 92  | Бріто Екар Камарго                    | Колумбія. | 21 червня 2024     | Місце загибелі невідоме |
| 93  | Ернандес Карлос Андрес Росеро         | Колумбія. | 21 червня 2024     | Місце загибелі невідоме |
| 94  | Арділа Едуар Сапата                   | Колумбія. | 21 червня 2024     | Місце загибелі невідоме |
| 95  | Яагер Мартін                          | 42 роки, Естонія. Був професійним військовим естонської армії. Він понад 10 років був у лавах елітного підрозділу, з 2013 року брав участь у місії в Афганістані. Воював у лавах 3-ї штурмової бригади. | 22 червня 2024     | Загинув в селі Райгородка в Східній Україні. |
| 96  | Кірлін Річард Гаррі                   | 57 років, Мінесота, США. 1985 року приєднався до військово-повітряних сил США. Він служив на авіабазі Барксдейл у Шрівпорті, Луїзіана. Під час служби у ВПС Річард був нагороджений: - повітряна медаль з 4 бронзовими зірками; - медаль ВПС з 1 бронзовою зіркою; - експедиційна медаль Збройних Сил; - випускна стрічка нКО з 1 бронзовою зіркою; - медаль «За службу обороні країни» з 1 бронзовою зіркою; - Стрічка збройних сил США за кордоном з 1 бронзовою зіркою; - Подячна стрічка армії США з 3 бронзовими зірками; - Медаль за службу в Південно-Західній Азії; - Корейська медаль за службу обороні; - медаль «За заслуги в глобальній війні з тероризмом»; - Подяка армії США з 4 бронзовими зірками; - Почесна медаль армії США з 1 бронзовою зіркою; - нагрудний знак збройних сил США для старших офіцерів. Після 20 років служби у ВПС Річард Гаррі Кірлін пішов у відставку 2005 року. Відтоді він служив у посольствах США в Нуакшоті, Мавританія, Ер-Ріяді, Саудівська Аравія, Тегусігальпі, Гондурас, і останнім часом у Києві, Україна. | 24 червня 2024     | Обставини загибелі невідомі. |
| 97  | Гутьєррес Хуан Даніель Тангаріфе      | 22 роки, Колумбія. | 24 червня 2024     | Місце загибелі невідоме |
| 98  | Джеймс Ендрю                          | Шрі-Ланка. | 25 червня 2024     | Місце загибелі невідоме |
| 99  | Зоїдзе Аміран                         | Батумі, Грузія. | 28 червня 2024     | Загинув під Авдіївкою. |
| 100 | Малдонадо Майкл Пол                   | США. | 29 червня 2024     | Місце загибелі невідоме |
| 101 | Алдана Рамірес Ернандо                | Колумбія. | 1 липня 2024       | Місце загибелі невідоме |
| 102 | Фуше Пітер                            | 49 років. Громадянин Великобританії. У березня 2022 року приїхав до України як волонтер. Він брав участь у створенні польового шпиталю у Броварах, а згодом пройшов медичні тренінги та доєднався до тероборони. Пітер Фуше також був співзасновником благодійного фонду Project Konstantin, названий на честь загиблого під час боїв за Херсон побратима. У січні 2024 року Пітер Фуше склав присягу та офіційно доєднався до ЗСУ як бойовий медик. | 1 липня 2024       | Часів Яр, Донецька область |
| 103 | Ерік Лайонель Ложеро Шарлі            | Франсія із Сени і Марни, 30 років | 1 липня 2024       | Нью-Йорк, Донецької області |
| 103 | "Сальмо"                              | Колумбія, командир колумбійських добровольців Сальмо. | 1 липня 2024       | Серебрянський ліс Луганська область. |
| 104 | Омар Вегас Лопес                      | Колумбія. | 1 липня 2024       | Місце загибелі невідоме |
| 105 | Ісаса Луїс Хав'єр Кардона             | Колумбія. | 1 липня 2024       | Місце загибелі невідоме |
| 106 | Гудіньо Елвіс                         | Колумбія. | 1 липня 2024       | Місце загибелі невідоме |
| 107 | Луїс Карлос Ніпас                     | Колумбія | 3 липня 2024       | Запорізька область |
| 108 | Натаріу Жуан Луїс Шавіс               | 38 років, Маседо-де-Кавалейрос (Браганса), Португалія. Входив до складу батальйону «Карпатська Січ». | 4 липня 2024       | Місце загибелі невідоме |
| 109 | Белтран Владімір Рамірес              | Колумбія. | 6 липня 2024       | Місце загибелі невідоме |
| 110 | Лопес Мурілу Сантус                   | 26 років, Парана, Бразилія. Виїхав до України в листопаді 2022 року. Він уже прослужив у бразильській армії 18 місяців, залишивши корпорацію через закінчення терміну військової служби. | 8 липня 2024       | Місце загибелі невідоме |
| 111 | Гусман Алекс Антоніо Паділью          | Колумбія. | 8 липня 2024       | Місце загибелі невідоме |
| 112 | Хосе Вільям Луна Кампера              | Колумбія. | 9 липня 2024       | Місце загибелі невідоме |
| 113 | Грінвуд Брок                          | 24 роки, Австралія. | 5 липня 2024       | Ліс Кремінної, Луганська область. |
| 114 | Бхатія Хал                            | Велика Британія. | 10 липня 2024      | Місце загибелі невідоме |
| 115 | Бехарано Рікаель                      | Донья-Хозефа, Ель-Кармен-де-Атрато, Чоко, Колумбія. | 10 липня 2024      | Місце загибелі невідоме |
| 116 | Хав'єр Ернандо Мойано Мурсія          | Колумбія , 31 рік | 10 липня 2024      | Старомайорське, Донецька область |
| 117 | Тасос Антонакос                       | Греція, позивний "Зевс", 26 років | 12 липня 2024      | Місце загибелі невідоме |
| 118 | Секала Томаш Марчін                   | 22 роки, Польща. До легіону Міжнародної територіальної оборони України вступив восени 2023 року. | 13 липня 2024      | Загинув на Луганщині. |
| 119 | Паділа Антоніо Алехандро              | Колумбія. | 14 липня 2024      | Місце загибелі невідоме |
| 120 | Валенсія Муньос Джонатан              | Колумбія. | 14 липня 2024      | Місце загибелі невідоме |
| 121 | Карвахал Едуардо Гарсія               | Колумбія. | 14 липня 2024      | Місце загибелі невідоме |
| 122 | Кемпера Луна Хосе Вілліам             | Колумбія. | 14 липня 2024      | Місце загибелі невідоме |
| 123 | Едуардо Гарсіа Карвахаль              | Колумбія. | 14 липня 2024      | Місце загибелі невідоме |
| 124 | Іашвілі Зураб                         | Грузія. | 15 липня 2024      | Помер у Львівському військовому госпіталі після поранення. |
| 125 | Вано Надірадзе                        | Грузія | 15 липня 2024      | Місце загибелі невідоме |
| 126 | Брайан Круз Майкл                     | 34 років, Орегон. 2 травня 2024 року Круз був з почестями звільнений із Національної гвардії армії Орегону після 14 років служби. У червні 2024 року пішов добровольцем до Міжнародного легіону оборони України. | 15 липня 2024      | Загинув в Луганські області. |
| 127 | Гонсалес Теге Вільям Андрес           | Колумбія. | 15 липня 2024      | Місце загибелі невідоме |
| 128 | Іван Даріо Лондоньо Рольдан           | Колумбія | 17 липня 2024      | Місце загибелі невідоме |
| 129 | Вальдеррам Фредді                     | Колумбія. | 21 липня 2024      | Місце загибелі невідоме |
| 130 | Крістіан Фернандо Енрікес Рамос       | Колумбія, 30 років, псевдо Don Nadie | 21 липня 2024      | Макіївка, Донецька область |
| 131 | Едвін Дідьє Квіліндо Галіндо          | Колумбія, псевдонім Квіліндо, народився 20 квітня 1987 року | 21 липня 2024      | Макіївка, Донецька область |
| 132 | Джеймс Вілтон                         | 18 років з Йоркшира, Великобританія. Убитий безпілотником під час свого першого завдання. | 23 липня 2024      | Місце загибелі невідоме |
| 133 | Ріос Руїс Хайме Альберто              | Колумбія. | 24 липня 2024      | Місце загибелі невідоме |
| 134 | Родрігес Рейс Себастіан               | Колумбія. | 26 липня 2024      | Місце загибелі невідоме |
| 135 | Мартінес Камарго Хуан Девід           | Колумбія. | 26 липня 2024      | Місце загибелі невідоме |
| 136 | Франсіско Антоніо Гомес Діас          | Колумбія | 26 липня 2024      | Луганська область |
| 137 | Фавіо Стеван Родрігес Корреа          | Колумбія | 26 липня 2024      | Місце загибелі невідоме |
| 138 | Рівера Ботелло Віктор Мануель         | Колумбія. | 27 липня 2024      | Місце загибелі невідоме |
| 139 | Педро Хав'єр Сальседо Ібарра          | Колумбія, народився 10 квітня 1979 року в Колумбії | 28 липня 2024      | Красногорівка Донецька область |
| 140 | Ернандес Салазар Вілфред              | 38 років, Колумбія | 28 липня 2024      | Красногорівка Донецька область |
| 141 | Вільфредо Ернандес Саласар            | Колумбія | 28 липня 2024      | Загинув в Красногорівка |
| 142 | Харді Вінтон                          | Саскачеван, Канади. Бойовий медик служив в Донецькій області. | 29 липня 2024      | Місце загибелі невідоме |
| 143 | Гайдошик Растислав                    | 40 років, Братислава, Словаччина. Позивним Rusty. Приїхав добровольцем захищати Україну майже з перших днів повномасштабної війни. Був заступником командира взводу у лавах Інтернаціонального легіону. | 29 липня 2024      | Місце загибелі невідоме |
| 144 | Гагнідзе Бондо                        | 47 років, Грузія. Воював у складі 2 механізованого батальйону "Росомахи" 67 ОМБр. | 30 липня 2024      | Загинув в Луганській області |
| 145 | Томмі Сайра                           | Фінляндія. | 31 липня 2024      | Донецька область |
| 146 | Ернандо Рамірес Алдана                | Колумбія | 30 липня 2024      | Місце загибелі невідоме |
| 147 | Карлос Андрес Розеро Ернандес         | Колумбія | 31 липня 2024      | МІсце загибелі невідоме |
| 148 | Хосе Альбейро Рамірес Діаз            | Колумбія | 4 серпня 2024      | Місце загибелі невідоме |
| 149 | Хуан Давид Мартінес Камарго           | Колумбія | 5 серпня 2024      | Місце загибелі невідоме |
| 150 | Пшемислав Расевич-Кучинський          | 36 років, м. Ґдиня, Республіка Польща. Займався волонтерською діяльністю у місті Гродно, однак після початку політичних переслідувань білоруських активістів був змушений покинути країну. Служив у складі у полку Калиновського. За заповітом мали поховати у Львові на Личаківському цвинтарі. | 6 серпня 2024      | Місце загибелі невідоме |
| 151 | Екар Камарго Бріто                    | Колумбія | 6 серпня 2024      | Місце загибелі невідоме |
| 152 | Вілле Мюккянен                        | 26 років,Пюхяярві, Фінляндія. Був головою молодіжного підрозділу центристської партії Північної Пог’янмаа. Ухвалив рішення поїхати в Україну наприкінці осені 2023 року. | 7 серпня 2024      | Загинув в Луганській області. |
| 153 | Карлос Андрес Розеро Ернандес         | Колумбія | 7 серпня 2024      | місце загибелі невідоме |
| 154 | Кардава Васілі                        | 34 роки, Абхазія, Грузія. Проходив військову службу в лавах Збройних Сил Грузії. У 2022 році, відчуваючи внутрішній поклик боротися за справедливість, Васілі приїхав до України і виявив бажання долучитися до лав Збройних Сил України. Васо служив на посаді розвідника-оператора розвідувального відділення розвідувального взводу розвідувальної роти. | 10 серпня 2024     | Загинув в Донецькій Області. |
| 155 | Крістіан Ернян Сагредо Аранеда        | 17 серпня 2024 | 12 серпня 2024     | Місце загибелі невідоме |
| 156 | Рижук Кеннет Олекс                    | Ірландія. | 14 серпня 2024     | Місце загибелі невідоме |
| 157 | Хіменес Осмар Мілсьядес Манхаррес     | Колумбія. | 17 серпня 2024     | Місце загибелі невідоме |
| 158 | Балестерос Хойя Луїс Альфонсо         | Колумбія. | 17 серпня 2024     | Місце загибелі невідоме |
| 159 | Вілле Мікканен                        | 26 років, Фінляндія. позивний «Шквал» | 18 серпня 2024     | Луганська область |
| 160 | Юрченко Владислав                     | 22 роки, Росія. Позивний Пірат. Боєць “Сибірського батальйону”. По політичних поглядах індифікував себе як анархо-комуніст. | 20 серпня 2024     | Під час десантної операції на Кінбурнській косі. |
| 161 | Мілер Девід Йосиф                     | США. | 21 серпня 2024     | Місце загибелі невідоме |
| 162 | Лопес Омар Вега                       | Колумбія. | 26 серпня 2024     | Місце загибелі невідоме |
| 163 | Велика Британія                       | Великобританія. | 27 серпня 2024     | Місце загибелі невідоме |
| 164 | Фабіан Адольфо Борреро Велес          | Колумбія | 28 серпня 2024     | Місце загибелі невідоме |
| 165 | Мендоса Карлос Хесус Гонсалес         | 20 років, Гуанахуато, Мексика. Був частиною мексиканської національної гвардії. | 29 серпня 2024     | Місце загибелі невідоме |
| 167 | Есдвар Єсід Соса Нарваес              | 29 років, Колумбія. | 29 серпня 2024     | Галицинівці Донецька області |
| 168 | Олександр Аріса Кастрільо             | Колумбія | 31 серпня 2024     | Місце загибелі неівдоме |
| 169 | Авенданьо Фабіо Ісус Падьєрна         | Колумбія. | 1 вересня 2024     | Місце загибелі невідоме |
| 170 | Тармей Мерлін Крістофер               | Великобританія. | 1 вересня 2024     | Староморське Донецької області |
| 171 | Азербайджан Агабеков Еміль Вахід-огли | 1977 року народження, Азербайджан | 4 вересня 2024     | Загинув в бою біля Курської області РФ. |
| 172 | Коул Кіллінджер                       | США | 7 вересня 2024     | поблизу Суджі Курської області |
| 173 | Роберт Діган                          | 29 років, Ньюбрідж, графство Кілдер, Ірландія. Колишній член елітного крила армійських рейнджерів ірландських Сил оборони. Боєць спецпідрозділу «Стугна» | 19 вересня 2024    | Місце загибелі невідоме |
| 174 | Андерсон Девід Манкілло Нуньес        | Колумбія | 12 вересня 2024    | Місце загибелі невідоме |
| 175 | Джонні Хосе Кастро Еррера             | Колумбія | 14 вересня 2024    | Місце загибелі невідоме |
| 176 | Джонатан Тривіньо Мора                | Колумбія | 16 вересня 2024    | Місце загибелі невідоме |
| 177 | Хуан Карлос Пелла Куева               | Перу | 17 вересня 2024    | Місце загибелі невідоме |
| 178 | Ілкка Енсіо Паландер                  | Фінляндія, 43 роки | 17 вересня 2024    | Невське, Луганська область |
| 179 | Салас Сангама Северо                  | Перу | 18 вересня 2024    | Місце загибелі невідоме |
| 180 | Масея Ангарита Вілтон Енріке          | Колумбія | 20 вересня 2024    | Греківка Луганської області |
| 181 | Грот Карстен Андреас                  | Німеччина | 23 вересня 2024    | Загинув в Луганській області. |
| 182 | Джон Томас Річардсон                  | 35 років, США | 23 вересня 2024    | біля села Новогродівка, Донецька область |
| 183 | Закарі Мартін Форд                    | 17.10.1999, США, загинули внаслідок удару безпілотника під час виконання завдання з підриву мосту | 23 вересня 2024    | біля села Новогродівка, Донецька область |
| 184 | "Хантер"                              | загинули внаслідок удару безпілотника під час виконання завдання з підриву мосту | 23 вересня 2024    | біля села Новогродівка, Донецька область |
| 185 | Хесус Давид Сантамарія                | Колумбія | 24 вересня 2024    | Місце загибелі невідоме |
| 186 | Георгій Ройнішвіллі                   | Грузія | 27 вересня 2024    | Загинув в Курській області Росії. |
| 187 | Майкл Рамірес                         | Колумбія | 27 вересня 2024    | Місце загибелі невідоме |
| 188 | Діомар Родрігес Естрада               | Колумбія | 28 вересня 2024 р  | Місце загибелі невідоме |
| 189 | Джон Едінсон Кіга Монтілла            | Колумбія | 1 жовтень 2024     | Терни, Донецька область |
| 190 | Майкл Гленн Мадін                     | 39 років, США, Кінгстон | 7 жовтень 2024     | Місце загибелі невідоме |
| 191 | Дадін Ільдар Ільдусович               | 42 роки, Росія. Служив у ВМФ в Анапі, потім у Владивостоці. У березні 2022 року, після вторгнення Росії в Україну, поїхав із Росії до Польщі, щоби потім воювати на боці України. Боєць «Сибірського батальйону». | 7 жовтень 2024     | Загинув в Харківської області. |
| 191 | Пабло Сесар Ороско Куева              | 41 рік, Гвадалахари, Халіско, Мексика. | 9 жовтень 2024     | Загинув під час мінометного обстрілу в Липцях Харківської області. |
| 192 | Андрес Кірога Варгас                  | 26 років, Колумбія | 11 жовтень 2024    | Загинув Запорізька область |
| 193 | Крістіан Пуерта Альварес              | Колумбія | 11 жовтень 2024    | Місце загибелі невідоме |
| 194 | Ніколас Дакуорт                       | США | 14 жовтень 2024    | Запорізька область |
| 195 | Майкол Андрес Паскуас Бустос          | 27 років, Колумбія | 14 жовтень 2024    | Загинув в Часів Яр |
| 196 | Фреди Діас Леон                       | Колумбія | 14 жовтень 2024    | Часів Яр, Донецька область |
| 197 | Ніколас Александер Кізар              | США | 15 жовтень 2024    | Місце загибелі невідоме |
| 198 | Хосе Дель Кармен Казаллас Уртадо      | Колумбія | 15 жовтень 2024    | Загинув в Часів Яр |
| 199 | Фреді Андрес Кабальєро Мендес         | Колумбія | 16 жовтень 2024    | Часів Яр, Донецька область |
| 200 | Оскар Андрес Рохас                    | Колумбія | 17 жовтень 2024    | Місце загибелі невідоме |
| 201 | Бруну Баррус Мелу                     | Бразилія | 19 жовтень 2024    | Місце загибелі невідоме |
| 202 | Маурісіо Рамірес Перес                | Колумбія | 20 жовтень 2024    | Часів Яр, Донецька область |
| 203 | Нілсон Медіна                         | Колумбія | 20 жовтень 2024    | Греківка, Луганської області |
| 204 | Арлекс Мартінес Морено                | Колумбія | 22 жовтень 2024    | Часів Яр, Донецька область |
| 205 | Антоніо Мануель Гутьєрес Вела         | 46 років, Малага, Іспанія | 23 жовтень 2024    | Місце загибелі невідоме |
| 206 | Джеймс Арбей Галіндес Гуаманга        | Колумбія | 23 жовтень 2024    | Часів Яр, Донецька область |
| 207 | Сесар Алдана                          | Колумбія | 24 жовтень 2024    | Місце загибелі невідоме |
| 208 | Ліам Лав                              | 24 роки, Ковентрі, Велика Британія. Прослужив чотири роки в Королівському Англійському полку. Допомагав навчати українських призовників після початку війни в Україну у 2022 році. | 24 жовтень 2024    | Загинув в Лимані. |
| 209 | Едуардо Ескалона                      | Венесуела | 25 жовтень 2024    | Місце загибелі невідоме |
| 210 | Росія                                 | Росія. Позивиний Фартовий. Батальйон Свобода Росії | 25 жовтень 2024    | Загинув в Харківської області |
| 211 | Росія                                 | Росія. Позивиний Леший. Батальйон Свобода Росії. | 26 жовтень 2024    | Місце загибелі невідоме |
| 212 | Швеція                                | Швеція. | 26 жовтня 2024     | Місце загибелі невідоме |
| 213 | Корі Джон Навроцкі                    | 41 рік, Ленсдейл, Пенсільванія, США. Служив у Корпусі морської піхоти США з 2001 по 2021 роки. Позивний «Товстий Стекс». Був нагороджений бронзовою зіркою за хоробрість. | 27 жовтня 2024     | Загинув на території Брянської області Росії. |
| 214 | Едуар Дуван Гомес Санчес              | Колумбія | 28 жовтень 2024    | Місце загибелі невідоме |
| 215 | Брайан Джозеф Портер                  | США | 29 жовтень 2024    | Місце загибелі невідоме |
| 216 | Мамука Кекелія                        | 56 років, Сухумі, Абхазія, Грузія. 1992 по 1993 роки Мамука Кекелія брав участь в абхазькій війні, а також у російсько-грузинській війні серпня 2008 року. Після початку війни в Україні грузинський боєць підписав контракт із ЗСУ. | 30 жовтень 2024    | Місце загибелі невідоме |
| 217 | Рандал Кастілло                       | США | 30 жовтень 2024    | Місце загибелі невідоме |
| 218 | Дімітріос Феррара                     | Німеччина | 30 жовтень 2024    | Місце загибелі невідоме |
| 219 | У Чжунда                              | 25 років, Тайвань. Колишній боєць армійського спецназу | 1 листопада 2024   | Загинув, від артобстрілу в Луганській області. |
| 220 | Крістіан Фернандо Енрікес Рамос       | Колумбія | 3 листопада 2024   | Микільське Херсонської області |
| 221 | Діего Фернандо Пуентес Мулато         | Колумбія, 23 роки | 3 листопада 2024   | Микільське Херсонської області |
| 222 | Масіміліано Галетті                   | 59 років, Марке, Італія. Волонтер. | 4 листопада 2024   | Помер після місячної коми в лікарні Києва, внаслідок ранення осколків. |
| 223 | Джон Доу                              | США | 4 листопада 2024   | Місце загибелі невідоме |
| 224 | Маркус Роніг                          | Німеччина | 4 листопада 2024   | Місце загибелі невідоме |
| 225 | Пен Ченьлян                           | 30 років, Юньнань, Китай . Вступив в лави Інтернаціонального легіону у квітні 2024 року. Воював у лавах 1-го піхотного батальйону. Провів 7 місяців у тюрьмі Китаю за антикомуністичні погляди. | 4 листопада 2024   | Місце загибелі невідоме |
| 226 | Джоі Беллоуз                          | США | 5 листопада 2024   | Місце загибелі невідоме |
| 227 | Каллум Тіндал-Дрейлер                 | 22 роки, Ганніслейк, Корнуолл, Велика Британія. Позивний Голуб. Був студентом Duchy College у Сток-Клімсленді, Корнуолл, де проходив курс військово-охоронної служби. | 5 листопада 2024   | Місце загибелі невідоме |
| 228 | Байрон Корреа Куельяр                 | Колумбія | 5 листопада 2024   | Загинув в Терни Донеччина |
| 229 | Девяткін Даниїл                       | Росія. Позивиний «Крюгер». Боєць РДК. Командир штурмової групи 1-го штурмового взводу. Воював в боїхах за Авдіївку, в бойових діях на території Білгородської області Росії. | 6 листопада 2024   | Загинув в Вовчанську. |
| 230 | Тарасов Андрій Сергійович             | Росія. Позивиний «Кос». Боєць РДК. Воював на боці Росії проти України, після того як попав у полон, перейшов ряди батальйону РДК. | 6 листопада 2024   | Загинув в Вовчанську. |
| 231 | Андрій                                | 21 рік, Росія. Позивиний «Крест». Боєць РДК. Отримав орден за мужність. | 6 листопада 2024   | Загинув в Вовчанську. |
| 232 | Анджело Костанца Брессу Фавара        | Італія. Вступив в лави Інтернаціонального легіону у липні 2024 року. | 9 листопада 2024   | Місце загибелі невідоме |
| 233 | Яніс Стрьотер                         | Німеччина | 11 листопада 2024  | Місце загибелі невідоме |
| 234 | Елліот Джеймс Вотсон                  | Велика Британія , 20 років | 11 листопада 2024  | Загинув в боях під Торецьком |
| 235 | Кальво Ангуло Ермес                   | Колумбія | 12 листопада 2024  | Місце загибелі невідоме |
| 236 | Гілван Жозе Родрігес Коста            | Бразилія | 15 листопада 2024  | Місце загибелі невідоме |
| 237 | Емінов Теймур Асіф                    | 26 років, Азербайджан | 15 листопада 2024  | село Рівнополь, Донецька область |
| 238 | Віктор Кіпрітіді                      | Грузія | 17 листопада 2024  | Місце загибелі невідоме |
| 239 | Колумбія                              | Колумбія | 19 листопада 2024  | Місце загибелі невідоме |
| 240 | Колумбія                              | Колумбія | 19 листопада 2024  | Місце загибелі невідоме |
| 241 | Колумбія                              | Колумбія | 19 листопада 2024  | Місце загибелі невідоме |
| 242 | Колумбія                              | Колумбія | 19 листопада 2024  | Місце загибелі невідоме |
| 243 | Колумбія                              | Колумбія | 19 листопада 2024  | Місце загибелі невідоме |
| 244 | Колумбія                              | Колумбія | 19 листопада 2024  | Місце загибелі невідоме |
| 255 | Колумбія                              | Колумбія | 19 листопада 2024  | Місце загибелі невідоме |
| 256 | Колумбія                              | Колумбія | 19 листопада 2024  | Місце загибелі невідоме |
| 257 | Колумбія                              | Колумбія | 19 листопада 2024  | Місце загибелі невідоме |
| 258 | Колумбія                              | Колумбія | 19 листопада 2024  | Місце загибелі невідоме |
| 259 | Колумбія                              | Колумбія | 19 листопада 2024  | Місце загибелі невідоме |
| 260 | Колумбія                              | Колумбія | 19 листопада 2024  | Місце загибелі невідоме |
| 261 | Колумбія                              | Колумбія | 19 листопада 2024  | Місце загибелі невідоме |
| 262 | Колумбія                              | Колумбія | 19 листопада 2024  | Місце загибелі невідоме |
| 263 | Колумбія                              | Колумбія | 19 листопада 2024  | Місце загибелі невідоме |
| 264 | Колумбія                              | Колумбія | 19 листопада 2024  | Місце загибелі невідоме |
| 265 | Колумбія                              | Колумбія | 19 листопада 2024  | Місце загибелі невідоме |
| 266 | Колумбія                              | Колумбія | 19 листопада 2024  | Місце загибелі невідоме |
| 267 | Колумбія                              | Колумбія | 19 листопада 2024  | Місце загибелі невідоме |
| 268 | Колумбія                              | Колумбія | 19 листопада 2024  | Місце загибелі невідоме |
| 269 | Колумбія                              | Колумбія | 19 листопада 2024  | Місце загибелі невідоме |
| 270 | Колумбія                              | Колумбія | 19 листопада 2024  | Місце загибелі невідоме |
| 271 | Колумбія                              | Колумбія | 19 листопада 2024  | Місце загибелі невідоме |
| 272 | Колумбія                              | Колумбія | 19 листопада 2024  | Місце загибелі невідоме |
| 273 | Колумбія                              | Колумбія | 19 листопада 2024  | Місце загибелі невідоме |
| 274 | Колумбія                              | Колумбія | 19 листопада 2024  | Місце загибелі невідоме |
| 275 | Колумбія                              | Колумбія | 19 листопада 2024  | Місце загибелі невідоме |
| 276 | Колумбія                              | Колумбія | 19 листопада 2024  | Місце загибелі невідоме |
| 277 | Колумбія                              | Колумбія | 19 листопада 2024  | Місце загибелі невідоме |
| 278 | Колумбія                              | Колумбія | 19 лиситопада 2024 | Місце загибелі невідоме |
| 279 | Колумбія                              | Колумбія | 19 листопада 2024  | Місце загибелі невідоме |
| 280 | Колумбія                              | Колумбія | 19 листопада 2024  | Місце загибелі невідоме |
| 281 | Колумбія                              | Колумбія | 19 листопада 2024  | Місце загибелі невідоме |
| 282 | Колумбія                              | Колумбія | 19 листопада 2024  | Місце загибелі невідоме |
| 283 | Колумбія                              | Колумбія | 19 листопада 2024  | Місце загибелі невідоме |
| 284 | Колумбія                              | Колумбія | 19 листопада 2024  | Місце загибелі невідоме |
| 285 | Колумбія                              | Колумбія | 19 листопада 2024  | Місце загибелі невідоме |
| 286 | Колумбія                              | Колумбія | 19 листопада 2024  | Місце загибелі невідоме |
| 287 | Колумбія                              | Колумбія | 19 листопада 2024  | Місце загибелі невідоме |
| 288 | Колумбія                              | Колумбія | 19 листопада 2024  | Місце загибелі невідоме |
| 289 | Колумбія                              | Колумбія | 19 листопада 2024  | Місце загибелі невідоме |
| 290 | Колумбія                              | Колумбія | 19 листопада 2024  | Місце загибелі невідоме |
| 291 | Колумбія                              | Колумбія | 19 листопада 2024  | Місце загибелі невідоме |
| 292 | Колумбія                              | Колумбія | 19 листопада 2024  | Місце загибелі невідоме |
| 293 | Колумбія                              | Колумбія | 19 листопада 2024  | Місце загибелі невідоме |
| 294 | Колумбія                              | Колумбія | 19 листопада 2025  | Місце загибелі невідоме |
| 239 | Робінсон Санчес Торрес                | Колумбія | 21 листопада 2024  | Місце загибелі невідоме |
| 240 | Майкл Меолі                           | 70 років, США. Зробив значний внесок у розвиток української тактичної медицини. | 21 листопада 2024  | Загинув в ДТП в місті Київ. |
| 241 | Зура Швангірадзе                      | 26 років, Грузія. У травні 2024 році приїхав в Україну і вступив в Інтернаціональний легіон України. | 21 листопада 2024  | Місце загибелі невідоме |
| 242 | Леван Лохішвілі                       | 24 років, Грузія. Прибув до України 29 березня 2022 року. Був військовослужбовцем третьої роти 220-го батальйону 126-ї ОБрТрО м. Одеса. | 21 листопада 2024  | Загинув в Херсонській області |
| 243 | Хосе Маурісіо Гутьєрес Мартінес       | Колумбія | 22 листопада 2024  | Місце загибелі невідоме |
| 244 | Андрес Феліпе Агілар Себальос         | Колумбія | 22 листопада 2024  | Місце загибелі невідоме |
| 245 | Андрес Буйлес Пенья                   | Колумбія | 22 листопада 2024  | Місце загибелі невідоме |
| 246 | Денис Павлус                          | США | 22 листопада 2024  | Місце загибелі невідоме |
| 247 | Мойсес Лопес                          | Колумбія | 22 листопада 2024  | Місце загибелі невідоме |
| 248 | Юргін Андрес Еспінель Гарсія          | Колумбія | 22 листопада 2024  | Місце загибелі невідоме |
| 249 | Ернан Коронадо                        | Колумбія | 22 листопада 2024  | Місце загибелі невідоме |
| 250 | Алекс Сандро Перейра                  | Колумбія | 23 листопада 2024  | Місце загибелі невідоме |
| 251 | Хосе Охеда Фернандес                  | Колумбія | 23 листопада 2024  | Місце загибелі невідоме |
| 252 | Анхель Франсіско Перес Вега           | Колумбія | 23 листопада 2024  | Місце загибелі невідоме |
| 253 | Альваро Торрес Сапата                 | Колумбія | 23 листопада 2024  | Місце загибелі невідоме |
| 254 | Хосе Маурісіо Гутьєрес Мартінес       | Колумбія | 24 листопада 2024  | Місце загибелі невідоме |
| 255 | Саймон Патрік Райкісто                | 36 років, Меллеруд, Швеція. | 24 листопада 2024  | Загибелі Брянська область Росія |
| 256 | Юхо Льоннберг                         | 24 роки, Фінляндія, псевдо Сіпа | 24 листопада 2024  | Загинув в Курській області Росії. |
| 257 | Вілсон Тараче Охеда                   | 38 років, Колумбія | 25 листопада 2024  | Терни, Донецька область |
| 258 | Джон Ері Вільяреал Какуа              | 40 років, Велика Британія | 25 листопада 2024  | Терни, Донецька область |
| 259 | Гонсалу Сарайва да Граса              | 22 років, Португалія | 26 листопада 2024  | Загинув в селі Левадне Запорізької області. |
| 260 | Хайнер Хуліан Парада Фуентес          | Колумбія | 27 листопада 2024  | Місце загибелі невідоме |
| 261 | Гурам Беруашвілі                      | Грузія | 27 листопада 2024  | Місце загибелі невідоме |
| 263 | Себастьян Рейес Родрігес              | Колумбія | 27 листопада 2024  | Місце загибелі невідоме |
| 264 | Хорхе Єлян Пімієнто Мехія             | Колумбія | 27 листопада 2024  | Місце загибелі невідоме |
| 265 | Георгій Каадзе                        | Грузія | 27 листопада 2024  | Місце загибелі невідоме |
| 266 | Альберто Буельвас                     | Колумбія | 27 листопада 2024  | Місце загибелі невідоме |
| 266 | Даніель Герліані                      | Грузія | 27 листопада 2024  | Місце загибелі невідоме |
| 267 | Спартак Лохішвілі                     | Грузія. Боєць Інтернаціонального легіону. | 27 листопада 2024  | 11 травня 2023 року отримав важке поранення під час артилерійського обстрілу в Бахмуті, внаслідок якого втратив зір та рухливість. Впав в комута помер в лікарні Франції. |
| 268 | Крістіан Ферні Рамос Енрікес          | Колумбія | 28 листопада 2024  | Місце загибелі невідоме |
| 269 | Темур Матчарашвілі                    | Грузія | 28 листопада 2024  | Місце загибелі невідоме |
| 270 | Валерій Джичошвіл                     | Грузія | 28 листопада 2024  | Місце загибелі невідоме |
| 271 | Фреді Андрес Кабальєро Мендес         | Колумбія | 28 листопада 2024  | Місце загибелі невідоме |
| 272 | Тіагу Нуніс Сілва                     | Бразилія | 30 листопада 2024  | Місце загибелі невідоме |
| 273 | Педро Естебан Ескобар                 | Аргентина | 4 грудня 2024      | Місце загибелі невідоме |
| 274 | Карлос Енріке Морайс                  | Бразилія | 5 грудня 2024      | Місце загибелі невідоме |
| 275 | Річард Дін Гарріс                     | США | 6 грудня 2024      | Місце загибелі невідоме |
| 276 | Долу Долуашвілі                       | Грузія. Боєць Грузинського Легіону. | 6 грудня 2024      | Місце загибелі невідоме |
| 277 | Ернан Рамірес                         | Колумбія | 10 грудня 2024     | Місце загибелі невідоме |
| 278 | Карлос Андрес Моралес Олайя           | Колумбія | 10 грудня 2024     | Місце загибелі невідоме |
| 279 | Карлос Педро Хав'єр Сальседо Ібарра   | Колумбія | 10 грудня 2024     | Місце загибелі невідоме |
| 280 | Фернедіс Лейдер Лопес Гомес           | Колумбія | 10 грудня 2024     | Місце загибелі невідоме |
| 281 | Оскар Даріо Чіко Ісакуе               | Колумбія | 10 грудня 2024     | Місце загибелі невідоме |
| 282 | Ілкка Енсіо Паландер                  | Фінляндія | 10 грудня 2024     | Місце загибелі невідоме |
| 283 | Тимур Асіф Огли Алієв                 | 36 років, Азербайджан. | 10 грудня 2024     | Загинув у Луганській області. |
| 284 | Ернандо Наварро Ньєто                 | Колумбія | 11 грудня 2024     | Місце загибелі невідоме |
| 285 | Майкл Поль                            | Німеччина | 11 грудня 2024     | Місце загибелі невідоме |
| 286 | Хуан Давид Бланко Морело              | Колумбія | 12 грудня 2024     | Місце загибелі невідоме |
| 287 | Серхіо Луїс Паломо Клементе           | Колумбія | 15 грудня 2024     | Харківська Область |
| 288 | Едгар Едуардо Лопес Саенс             | Колумбія | 15 грудня 2024     | Місце загибелі невідоме |
| 289 | Ласаро Хльдебрандо Оспіна Родрігес    | Колумбя | 15 грудня 2024     | Загинув Терни Донеччина |
| 290 | Хосе Рамірес Альсата                  | Колумбія | 15 грудня 2024     | Місце загибелі невідоме |
| 291 | Білорусь Сизов Нікіта Ілліч           | 25 років, Новополоцьк, Білорусь. Позивний Газ. Проживав в Росії 16 років і мав громадянства даної країни. У 2023 році приєднався до Інтернаціонального легіону України. | 15 грудня 2024     | Місце загибелі невідоме |
| 292 | Хуліо Давид Ов'єдо Гонсалес           | Колумбія | 17 грудня 2024     | Місце загибелі невідоме |
| 293 | Серхіо Алонсо Паленсія Сандоваль      | Колумбія | 17 грудня 2024     | Місце загибелі невідоме |
| 294 | Оснайдер Пачеко Аревало               | Колумбія | 17 грудня 2024     | Місце загибелі невідоме |
| 295 | Росія                                 | Росія. Позивиний «Сандро» Батальйон Свобода Росії | 18 грудня 2024     | Місце загибелі невідоме |
| 296 | Вілбер Пануера Флорес                 | Перу | 19 грудня 2024     | Місце загибелі невідоме |
| 297 | Бадрі Кварацхелія                     | Грузія. Був командиром "Вільної Грузії". | 22 грудня 2024     | Загинув у Курській області Росії. |
| 298 | Снайдер Самудіо                       | Колумбія | 23 грудня 2024     | Місце загибелі |
| 299 | Вірхіліо Ніколас Хьоскі               | Аргентина | 24 грудня 2024     | Місце загибелі невідоме |
| 300 | Едгар Платонов                        | 41 рік, Латвія, У складі Інтернаціонального легіону ЗСУ. Про це повідомила пресслужба збройних сил Латвії. | 25 грудня 2024     | загинув в районі Новоєгорівки Луганської області, |
| 301 | Алексі Лисандр                        | 35 років, Фінляндія | 31 грудня 2024     | Місце загибелі невідоме |

## Див.також
- Список іноземних добровольців, загиблих під час російського вторгнення в Україну (2022)
- Список іноземних добровольців, загиблих під час російського вторгнення в Україну (2023)
- Список іноземних добровольців, загиблих під час російського вторгнення в Україну (2025)